# 矢谷令子
矢谷 令子（やたに れいこ）は、日本の作業療法士。日本作業療法士協会長をもっとも長く務めた。

## 人物・来歴
1960年テネシー州とカリフォルニア州にて看護師の資格を取得、1963年ロマ・リンダ大学作業療法学科卒業、1971年ウェスタン・ミシガン大学大学院作業療法修士課程修了。ランチョ・ロス・アミゴス病院、国立療養所東京病院附属リハビリテーション学院、札幌医科大学、国際医療福祉大学、新潟医療福祉大学などの教授を経て、社会医学技術学院の理事長を務めた。現在はリハビリテーション振興会の理事を務める。

## 著作リスト
- 標準作業療法学全シリーズの監修
- 作業療法学全書
- 作業療法実践の枠組み

など他多数の著書および論文がある。